# Nora Alemán
Nora Alemán es una escritora de telenovelas mexicanas, nacida en México, D.F. México. Ha realizado su carrera en la televisión mexicana para Televisa.

## Trayectoria

### Historias originales
- Infierno en el paraíso (1999)
- La culpa (1996)
- Valeria y Maximiliano (1991-1992)

### Adaptaciones
- Primera parte de Simplemente María (2015-2016) Original de Celia Alcántara, con Gabriela Ortigoza
- Primera parte de Por siempre mi amor (2013) Original de Abel Santa Cruz y Eric Vonn, con Denisse Pfeiffer
- Un refugio para el amor (2012) Original de Delia Fiallo, con Georgina Tinoco
- Media parte de Una familia con suerte (2011) Original de Adriana Lorenzón y Mario Schajris, con Alejandro Pohlenz y María Antonieta "Calú" Gutiérrez
- La mentira (1998) Original de Caridad Bravo Adams

### Ediciones literarias
- Primera parte de Mi segunda madre (1989) escrita por Eric Vonn, original de Abel Santa Cruz

### Remakes reescritos por otros
- Heridas de amor (2006) (remake de Valeria y Maximiliano) Por José Enrique Jiménez, Guillermo Quezada y María Auxilio Salado
- The guilt (1996-1997) (remake de La culpa) Por Michael Chain

### Jefa de producción
- Monte Calvario (1986)
- Primera parte de Los ricos también lloran (1979)
- Segunda parte de Viviana (1978)

## Premios

### Premios TVyNovelas
| Año  | Categoría                | Telenovela | Resultado |
| ---- | ------------------------ | ---------- | --------- |
| 1999 | Mejor guion o adaptación | La mentira | Ganadora  |

### Premios Bravo
| Año  | Categoría        | Persona    | Resultado |
| ---- | ---------------- | ---------- | --------- |
| 1999 | Mejor Adaptación | La mentira | Ganadora  |